# Sherrybaby
Sherrybaby é um filme de drama estadunidense de 2006 escrito e dirigido por Laurie Collyer e estrelado por Maggie Gyllenhaal.

## Elenco
- Maggie Gyllenhaal como Sherry Swanson
- Brad William Henke como Bobby Swanson
- Sam Bottoms como Bob Swanson, Sr.
- Kate Burton como Marcia Swanson
- Giancarlo Esposito como agente da condicional Hernandez
- Rio Hackford como Andy Kelly
- Danny Trejo como Dean Walker
- Michelle Hurst como Dorothy Washington
- Caroline Clay como agente de liberdade condicional Murphy
- Bridget Barkan como Lynette Swanson
- Ryan Simpkins como Alexis Parks
- Stephen Peabody como Mr. Monroe

## Lançamento
O filme foi exibido no Festival de Cinema de Sundance em 25 de janeiro de 2006, e foi lançado nos cinemas nos Estados Unidos em 8 de setembro de 2006.

## Recepção
O Rotten Tomatoes relata que 75% dos 67 críticos deram ao filme uma avaliação positiva. O consenso do site é que "Maggie Gyllenhaal oferece uma performance fascinante como uma viciada em drogas em recuperação em um filme deprimente e totalmente verossímil". O Metacritic, que atribui uma classificação de 100 às resenhas dos principais críticos, calculou uma pontuação média "geralmente favorável" de 66, com base em 18 críticas.